# Bill Miller (Speerwerfer)

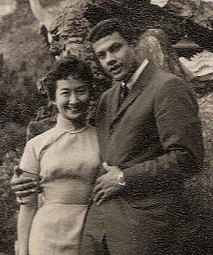
Bill Miller mit Ehefrau Linda

Bill Miller (eigentlich William Preston Miller; * 22. Februar 1930 in Lawnside, New Jersey; † 27. Oktober 2016 in Apache Junction, Arizona) war ein US-amerikanischer Speerwerfer, der in den frühen 1950er Jahren erfolgreich war.
Er konnte sich viermal bei den amerikanischen Meisterschaften platzieren:
| Jahr  | 1950           | 1951        | 1952          | 1953          |
| Weite | 219-6.125 (2.) | 233-10 (2.) | 236-1 MEISTER | 235-5.50 (3.) |

Miller nahm an den Olympischen Spielen 1952 in Helsinki teil. Die geforderte Qualifikationsweite von 64 Meter übertraf er gleich im ersten Versuch mit einem Wurf über 64,81 m. Im Finale steigerte er sich deutlich und landete ebenso wie sein Landsmann Cy Young drei Würfe jenseits der 70-Meter-Marke:
- Miller: 72,46 – 71,65 – 70,45
- Young: 73,78 – 72,80 – 71,90

Damit gewann Miller die Silbermedaille hinter Young. Für die erfolgsgewohnten Finnen blieb diesmal nur die Bronzemedaille, obwohl Toivo Hyytiäinen bei fünf seiner sechs Finalwürfe Weiten über 70 Meter erzielt hatte (beste Weite 71,89 m).